# Élie Doté
Élie Doté (Bangui, 9 de julho de 1947) é político da centro-africana. Foi primeiro-ministro da República Centro-africana de junho de 2005 a janeiro de 2008, indicado pelo presidente François Bozizé.
É um expert em agro-economia e trabalhou no Banco Africano de Desenvolvimento antes de tornar-se primeiro-ministro. Seu sucessor no cargo de primeiro-ministro foi Faustin-Archange Touadéra.
Doté é casado e pai de seis filhos.